# منکیال
منکیال (به انگلیسی: Mankyal) یک منطقهٔ مسکونی در پاکستان است که در خیبر پختونخوا واقع شده‌است.